# Ana Dubeux
Ana Dubeux (Recife,??) é uma jornalista formada pela Universidade Católica de Pernambuco e nascida nesse mesmo estado.

## Carreira
Iniciou sua carreira no Jornal do Commércio de Recife, e posteriormente atuou no Tablóide Esportivo e na Assessoria de Comunicação da Unicap.
Em Brasília, foi repórter no Correio do Brasil e no Jornal de Brasília, assessora na Câmara de Deputados e na Agência Brasileira de Comunicação. No Correio Braziliense, foi subeditora, editora-executiva, chefe de reportagem e colunista do caderno Cidades; desse mesmo jornal, é editora-chefe desde 2003.
Foi a primeira mulher a integrar o Condomínio do Diários Associados.  

## Prêmios
- Prêmio Ayrton Senna, Categoria Especial: Destaque Editor, em 2006;[1]
- Prêmio Esso de Jornalismo na categoria Primeira Página: 2005, 2011 e 2012;[1]
- Prêmio CNT de Jornalismo de 2012, com a série de reportagens "Órfãos do Asfalto";[1]
- Troféu Mulher Imprensa na categoria Editora (2005/2006);[1]
- Troféu Mulher Imprensa na categoria Diretora de Redação/Editora (2013);[1]